# Paul Walden
Paul Walden (n. 14/26 iulie 1863, Gubernia Livonia, Imperiul Rus – d. 22 ianuarie 1957, Gammertingen, Republica Federală Germania, Germania) a fost un chimist german cunoscut pentru lucrările de stereochimie (inversia Walden) și pentru sintetizarea primului compus ionic lichid la temperaturi ambientale, azotatul de etilamoniu.